# Pictolejeunea levis
Pictolejeunea levis là một loài Rêu trong họ Lejeuneaceae. Loài này được Grolle & Reiner, Maria Elena mô tả khoa học đầu tiên năm 2005.